# Emma Muscat
Emma Louise Marie Muscat (født 27. november 1999) er en maltesisk sanger og model. Hun har repræsenteret Malta ved Eurovision Song Contest 2022 i Torino med sangen "I Am What I Am" og kom på en 16. plads i semifinal 2 og kvalificerede sig ikke til finalen.